# Xemu
Xemu è il dominatore di una dimensione alternativa nell'Universo Marvel.
Il personaggio è stato creato da Stan Lee, Larry Lieber e Jack Kirby su Strange Tales 103 (dicembre 1962), e il suo nome fu pronunciato 'Zemu' la prima volta che è apparso, ma fu cambiato in 'Xemu' nella sua seconda apparizione in Fantastic Four 158 (maggio 1975).
Xemu è un autoproclamatosi conquistatore che per qualche tempo ha regnato in un mondo appartenente alla cosiddetta Quinta Dimensione. Quando un'azienda edile tentò di costruire una casa in un luogo che ospitava un passaggio verso la dimensione di Xemu, uno dei suoi agenti fece in modo che l'edificio affondasse nel terreno circostante. La Torcia Umana investigò sull'incidente, ma fu colpito da un raggio di energia che ridusse i suoi poteri, finendo così nella Quinta Dimensione per essere imprigionato. Qui i ribelli guidati dallo scienziato Phineas lo liberarono, e la Torcia li aiutò a spodestare Xemu permettendo a Phineas di prendere il controllo della situazione.
In seguito Xemu riuscì a riconquistare il potere, e progettò di invadere la Terra. Riuscì a rapire la famiglia reale degli Inumani, e desiderava sfruttare il potere sonico della voce di Freccia Nera per convincere i governi mondiali ad arrendersi al suo volere. Costrinse anche Quicksilver a portargli la moglie Crystal, che all'epoca stava collaborando con i Fantastici Quattro, che riuscirono comunque a sconfiggere Xemu che fuggi nella Quinta Dimensione, ma fu catturato dalla Torcia Umana che permise anche a Phineas di riconquistare il comando di quel mondo.